# Alice Sauvrezis
Alice Sauvrezis (Nantes, 4 avril 1866 - Paris 11e, 12 août 1946) est une compositrice, pianiste, chef de chœur, professeure de musique et organisatrice de concerts française. En tant que membre actif d'un groupe de compositeurs bretons à Paris et présidente de la Société Artistique et Littéraire de l'Ouest, elle a promu la musique et la culture celtiques en France.

## Biographie
Alice Marie Marguerite Sauvrezis est née le 4 avril 1866 à Nantes, où elle commence jeune son éducation musicale. Elle étudie ensuite à Paris, à compter de 1888, avec César Franck, puis à la mort de ce dernier avec Théodore Dubois, Ernest Guiraud et Paul Vidal. Elle enseigne le piano et rejoint la Société Artistique et Littéraire de l'Ouest basée à Paris en 1891, dont elle deviendra présidente en 1920. La société organisait des « soirées celtiques » à l'amphithéâtre de chimie de la Sorbonne, qui consistaient en une conférence sur un thème celtique et des auditions d’œuvres de compositeurs bretons, gallois ou irlandais.
En 1895, elle est nommée officier d'académie dans l'ordre des Palmes académiques,. Comme compositrice, elle adhère l'année suivante à la Sacem. Elle fonde des cours d'enseignement musical. En 1913-1914, elle est la seule femme membre de l'éphémère Association des compositeurs bretons. Durant la Première Guerre mondiale, elle édite deux recueils de chants de soldats français, Chants de soldats (1525-1915), et Autres chants de soldats (1200-1916),.
À partir de 1930, elle organise des concerts commentés pour la jeunesse à la salle Pleyel-Debussy, 8 rue Daru, pour une saison portant le nom de « musée musical »,.
Sa musique publiée se compose principalement de mélodies ainsi que de musique pour piano et de musique de chambre, outre quelques pièces pour chœur et orchestre. Elle est la dédicataire d'œuvres d'autres compositeurs, tels Marguerite Balutet (Impromptu, op. 15 n° 22, pour main gauche seule) et Paul Dedieu-Péters (Porte close, scherzo pour piano op. 58).
Alice Sauvrezis meurt à Paris à l'âge de 80 ans.
Paul Clérouc, dans Comœdia, considère que la compositrice est « de ceux qui ont un idéal esthétique, de ceux qui veulent construire et regardent comme indispensable l'harmonie des proportions dans l'architecture musicale. » Quant à Adolphe Piriou, il la qualifie de « musicienne zélée et talentueuse, fidèle disciple de son maître, Paul Vidal. » Cécile Max, la critique musicale du journal La Fronde, distingue pour sa part sa Sonate pour violon et piano en ré mineur, « intéressante [...], dont l'idée est tour à tour facile, désunie, gênée et aboutit à un intermezzo coloré, original, touffu et ardu. » Tout en poursuivant : « Au total, Mlle Sauvrezis est une intelligence artistique des plus déliées et des plus neuves ».

## Œuvres
Parmi ses compositions, sont conservés à la Bibliothèque nationale de France :

### Musique orchestrale
- Fresque marine (1912), publiée en version pour piano à quatre mains (Paris, M. Sénart, B. Roudanez et Cie.) ;
- La Chanson des soirs (1923), pour piano et orchestre d'harmonie (Paris, M. Sénart) : 1. Soirs agrestes ; 2. Soirs somptueux ; 3. Soirs lugubres ; 4. Dernier soir.

### Musique de scène
- Une Scène de l'enfance de Beethoven, scène mimée, avec chœurs et danses (Paris, E. Fromont, 1906) ;
- Le Chant des pauvres, pièce de Gérard Detraux en 2 actes d’après des légendes bretonnes (Paris, M. Sénart, 1913).

### Musique chorale
- La Ronde enfantine, pour chœur d’enfants, paroles de Louis Ratisbonne (Paris: J. Naus et Romain, 1890) ;
- Nuitamment, pour deux sopranos, baryton et piano, paroles de Stephan Bordèse (Paris, Hachette & Cie., 1898) ;
- Les Vanneuses, pour chœur de femmes avec piano ad lib., paroles d'Auguste Brizeux (Paris, U.T. du Wast, 1899) ;
- Épigramme funéraire, pour solo, chœur et piano, auteur des paroles inconnu, (Paris, 1907) ; existe également dans une version pour deux chanteurs et harpe (Paris, Hachette, 1907) ;
- Hymne orphique, pour soprano, baryton, chœur de femmes, deux flûtes, clarinette, quatre harpes, ; paroles de Charles Leconte de Lisle (Paris, M. Sénart, B. Roudanez et Cie., 1910) ; existe également dans une version pour voix et piano ;
- Excuse à la marraine, pour soliste, chœur et piano, texte d'un poilu (Paris, M. Sénart, 1920).

### Mélodies pour voix et piano

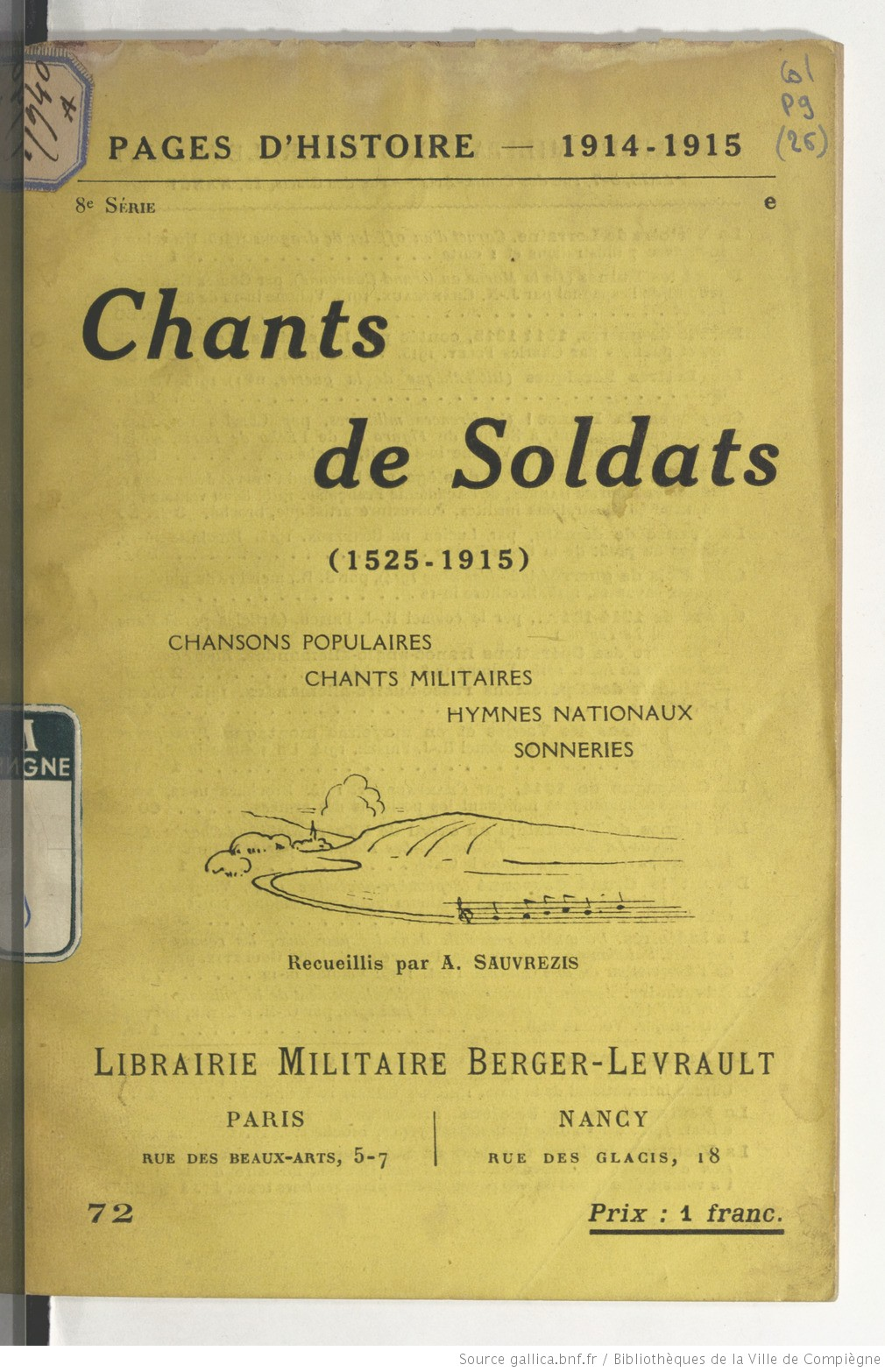
Couverture des Chants de soldats recueillis par Alice Sauvrezis (1915).

- Souvenir, paroles de Paul Vibert (Paris, J. Maus, 1887) ;
- Clair de lune. La Forêt blanche, paroles d'Henri Chantavoine (Paris, Hachette, 1889) ;
- Tristesse. La Forêt noire, paroles d'H. Chantavoine (Paris, Hachette, 1889) ;
- 10 Chants de la comédie enfantine, paroles de Louis Ratisbonne (Paris, Lemoine et fils, 1891) ;
- Toujours, paroles de Jules Lemaître (Paris, Locatelli, 1893) ;
- Chanson de mer, paroles de Sully Prudhomme (Paris, Pons, 1896) ;
- La Fileuse, paroles d'Herminie Delavault (Paris, Enoch, 1898) ;
- La Flûte, paroles de José-Maria de Heredia (Paris, A. Durand et fils, 1899) ;
- Sône, paroles d' Anatole Le Braz (Paris, U.T. du Wast, 1899) ;
- Chansons écossaises : 1. Jane ; 2. Nell, paroles de Leconte de Lisle (Paris, E. Fromont, 1900) ;
- Le Sommeil de Canope, paroles d'Albert Samain (Paris, E. Fromont, 1900) ;
- Sonnets forestiers, paroles d'H. Chantavoine (Paris, Hachette, 1900): 1. Le Matin (Prélude) ; 2. La Forêt rouge (Soleil couchant) ; 3. La Forêt blanche (Clair de lune) ; 4. La Forêt noire (Tristesses) ;
- Axilis au ruisseau, paroles d'Albert Romain (Paris, E. Fromont, 1902) ;
- La Conque, paroles d' J.-M. de Heredia (Paris, E. Fromont, 1902) ;
- Ton Souvenir, paroles d'A. Samain (Paris, E. Fromont, 1903) ;
- Fleurs de feu, paroles de J.-M. de Heredia (Paris, E. Fromont, 1906) ;
- Le Repos en Égypte, paroles d'Albert Samain (Paris, E. Fromont, 1906) ;
- Le Batelier, paroles d'H. Delavault (Paris, Hachette, 1907) ;
- Chanson violette, paroles d'A. Samain (Paris, Hachette, 1907) ;
- Heures claires, paroles d'Émile Verhaeren (Paris, M. Sénart, B. Roudanez et Cie., 1911) : 1. Chaque heure, où je pense à ta bonté ; 2. Je dédie à tes pleurs ; 3. Que tes yeux clairs ; 4. Vivons dans notre amour ; 5. S'il arrive jamais ;
- Prélude de la chanson d'Eve, paroles de Charles Van Lerberghe (Paris, M. Sénart, B. Roudanez et Cie., 1911) ;
- Autre chanson, paroles d'Henri de Régnier (Paris, M. Sénart, 1913) ;
- Ballade de la Belle au bois dormant, paroles de Maurice Pézard (Paris, M. Sénart, 1913) ;
- Chants de soldats (1525–1915) : Chansons populaires, chants militaires, hymnes nationaux, sonneries (Paris & Nancy, Berger-Levrault, 1915) ;
- Autres chants de soldats (1200–1916) : Chansons populaires, chansons de route, chants historiques et militaires (Paris, Berger-Levrault, 1916) ;

- Prière avant la Bataille, paroles d'Henri Dussauze (Paris, M. Sénart, 1916) ;
- Soldats de France. Chant dédié aux combattants, paroles du Capitaine Nicolas (Paris, M. Sénart, 1916) ;
- Noël d'Alsace, paroles d'Émile Hinzelin (Paris, M. Sénart, 1917) ;
- Le Départ, paroles d'H. de Régnier (Paris, M. Sénart, 1919) ;
- L'Heure, paroles d'H. de Régnier (Paris, M. Sénart, 1919) ;
- Deux Illustrations musicales, paroles d'A. Samain (Paris, E. Froment, c.1920) : 1. Nyza chante ; 2. Hermione et les bergers ;
- Deux Poèmes de Victor-Émile Michelet (Paris, M. Sénart, 1920) : 1. Roses mortes ; 2. L'Heure de ta beauté ;
- Harmonie du soir, paroles de Charles Baudelaire (Paris, M. Sénart, 1921) ;
- Calme des jardins, paroles de Louis Arnould-Gremilly (Paris, M. Sénart, 1921) ;
- Neiges sur la montagne, paroles de L. Arnould-Grémilly, avec violon et violoncelle ad lib. (Paris, M. Sénart, 1922) ;
- Heures d'été, paroles d'A. Samain (Paris, E. Fromont, 1924) ;
- Veillée, paroles d'Albert Mockel (Paris, M. Sénart, 1925) ;
- L'Angoisse des steppes, paroles de Constantin Balmont (Paris, M. Sénart, 1927) ;
- Rythme perdu, paroles de L. Arnould-Gremilly (Paris, M. Sénart, 1927) ;
- Le Repos en Égypte, paroles d'A. Samain (Paris, M. Sénart, 1928) ;
- Le Vitrail, paroles d'Alice Sauvrezis (Paris, M. Sénart, 1928) ;
- En vain d'un voile épais, paroles de V.-É. Michelet (Paris, M. Sénart, 1939).

### Musique de chambre
- Duo, pour deux pianos (Paris, A. Durand et fils, 1899) ;
- Sonate en ré mineur, pour violon et piano (Paris, Hachette, 1902) ;
- Dialogues, pour deux pianos (Paris, E. Leduc, P. Bertrand et Cie., 1913) ;
- Chant sans paroles, pour violon et piano (Paris, M. Sénart, 1917) ;
- Poème, pour violoncelle et piano (Paris, M. Sénart, 1920).

### Musique pour piano
- Chant sans paroles (Paris, Locatelli, 1898) ;
- Deux Pièces caractéristiques (Paris, H. Lemoine, 1899) ;
- [3] Pièces pour piano (Paris, U.T. du Wast, 1899) ;
- La Goutte d'eau (Paris, E. Demets, 1904) ;
- En automne (Paris, M. Sénart, B. Roudanez et Cie., 1910) ;
- Étude héroïque pour la main gauche seule (Paris, M. Sénart, B. Roudanez et Cie., 1912) ;
- Cloches de Pâques (Paris, M. Sénart, 1913 ; réédité en 1934) ;
- France!  (Paris, M. Sénart, 1915) ;
- Gestes d'enfants (Paris, M. Sénart, 1925) ;
- Notations d'été (Paris, M. Sénart, 1929) ;
- À la volée (Paris, M. Sénart, 1934).

### Musique pour orgue
• Choral pour l'Offertoire (Paris, M. Sénart, 1914).

## Distinction
- Chevalier de l'ordre des Palmes académiques (Officier d'académie), 1895.